# Périciazine
La périciazine ou propériciazine (Neuleptil, Neulactil) est un antipsychotique de première génération de la classe des phénothiazines. Son utilisation dans le traitement de la dépendance aux opiacés a également été étudiée.
La périciazine n'est pas approuvée à la vente aux États-Unis. Elle l'est par contre au Royaume-Uni, au Canada et en France.